# 루크레치아 디 로렌초 데 메디치
루크레치아 디 로렌초 데 메디치(Lucrezia di Lorenzo de' Medici, 1470년 8월 4일 – 1553년 11월 10일과 15일 사이)는 이탈리아의 귀족 여성으로, 로렌초 데 메디치와 클라리체 오르시니의 장녀이자 마리아 살비아티와 조반니 살비아티의 어머니이다. 그녀의 초상화는 산드로 보티첼리의 《성모자와 다섯 천사》에 있는 아기 예수로 여겨지고 있다.
친 동생이 교황 레오 10세(재위1513~21)였고 사촌동생이 교황 클레멘스 7세(재위 1523~34)였다. 1494년과 1527년에 자신의 출신 가문인 메디치 가문이 피렌체에서 추방당하자 가문의 일족들을 물심양면으로 많이 도왔다.

## 생애
그녀는 1488년 2월 야코포 살비아티와 혼인했다. 그녀는 결혼 지참금으로 2,000 플로린을 가져갔다. 그녀의 형제들이 피렌체에서 추방당했을 때, 그녀는 야코포가 새로운 통치자의 지지자여서 어려운 위치에 있었다. 1497년 8월 그녀는 남동생 피에로가 권력을 되찾는 계획을 지원하러 3,000 두캇을 보냈다. 계획은 실패했고, 이 음모에 참여한 자들은 처형당했지만, 피렌체의 지도자 프란체스코 발로리는 여성을 해치려 하지는 않았다.
그녀는 메디치 가의 지원 작업을 계속했고, 이중에는 피렌체의 지도층에 맞서 그녀의 조카 클라리체 데 메디치를 필리포 스트로치에게 시집을 보내는데 중매를 나서기도 했다. 그녀의 남동생 줄리아노가 1512년 피렌체에 돌아오고나서, 그는 그의 누이와 여동생에게 정부를 재구성하는 방법을 요청하기도 했다.
1513년 3월 그녀의 남동생이 교황 레오 10세가 되었고, 메디치 가는 피렌체에서 이를 축하하는 기념일을 며칠간 벌였다. 루크레치아와 그녀의 형제 자매들은 가문 궁전 밖의 외부인들에게 선물과 돈을 주었다. 1514년에 교황 레오 10세는 베네치아의 은행에게서 많은 빚을 졌고 그는 루크레치아와 그녀의 남편에게 교황관 (44,000 두캇의 가치)을 저당잡히기도 했다. 루크레치아는 자신의 아들 로렌초를 교황군 지휘관이자 나중에는 공작으로 만드려고 하던 그녀의 시누이 알폰시나 오르시니와 공개적인 갈등을 갖게 됐다.
그녀와 그녀의 남편은 개인으로서 보다는 부부가 같이 피렌체의 통치 무리로 여겨지는 걸 선호했다. 교황 레오 10세는 1517년에 그녀의 아들 조반니를 추기경으로 임명했다. 루크레치아는 그녀의 아들이 교황의 특사로 여행을 가 있는 동안, 그의 집과 공직을 관리했다. 그녀는 로마에서 메디치 가 출신들을 선출시키는데 도움을 주기 위해 영향력을 끼치기도 했다. 루크레치아는 교황 레오 가 사망할 때 같이 있었다.
1527년 메디치 가문이 다시 피렌체에서 추방당하고, 야코포는 루크레치아의 사촌동생 교황 클레멘스 7세(재위 1523~34)와 함께 카를 5세의 포로가 되었다. 루크레치아는 보석금을 만들어 그녀의 남편이 석방되도록 하였다. 그녀와 그녀의 남편은 중요한 메디치 가의 상속자는 이탈리아내에서 혼인해야한다고 주장하며, 그들의 증손녀 카테리나 데 메디치를 장차 미래의 앙리 2세에게 혼인시키기로 한 클레멘스 7세의 결정에 반대했었다. 야코포는 1533년 사망했다. 루크레치아는 그보다 20년이나 오래 살았다. 루크레치아의 정확한 사망 날짜는 알려지지 않았고, 1553년 11월 10일에서 15일 사이에 사망했을것으로 추측한다. 그때 그녀의 나이 83세였다.

## 후원
1520년에 교황 레오 10세는 피렌체의 수녀원을 지원하는데 도움을 달라고 그녀에게 요청했었다. 그녀는 공동 침실, 회랑, 작업장등 산조르조 수녀원에 많은 비용을 지불했다. 그녀는 1530년 로마에 채플들을 지었다. 그녀와 아들 조반니는 메디치 가의 무덤으로서도 쓰기 위해 로마의 채플에 같이 비용을 지불했다. 1520년 11월 그녀는 알렉산드로스 대왕의 생애를 정리하는 것에 대한 필리포 네를리 (Filippo Nerli)와 니콜로 마키아벨리와 편지를 주고 받기도 했다. 그녀는 지롤라모 베니비에니의 후원자 한 명이였다. 그녀와 함께 베니비에니는 단테 알리기에리의 시신을 그의 고향인 피렌체로 가져와야한다는 그들의 노력을 지원해달라고 교황 레오 10세에게 진정서를 내기도 했다.

## 자녀
살비아티와 사이에서 그녀는 10명의 자녀를 두었고, 이들 중 일부는 유럽 르네상스 역사에서 중요했던 인물들이였다:
- 추기경 조반니 살비아티 (1490년 - 1553년)
- 로렌초 살비아티 (Lorenzo Salviati, 1492년 - 1539년) - 의원이자 후원자
- 피에로 살비아티 (Piero Salviati) - 정치인
- 엘레나 살비아티 (Elena Salviati, 1495년 경 - 1552년) - 팔라비치노 팔라비치노 (Pallavicino Pallavicino) 후작과 초혼을 했고 아피아노 공작 이아코포 5세 아피아니와 재혼
- 바티스타 살비아티 (Battista Salviati, 1498년–1524년)
- 마리아 살비아티 (1499년–1543년) - 조반니 달레 반데 네레와 혼인. 이 혼인은 메디치 가 본가와 포폴라노 분가의 결합이였다. 그의 아들 코시모는 알레산드로 데 메디치 공작 사후 피렌체를 이끌도록 지명된다.
- 루이사 살비아티 (Luisa Salviati) - 시지스몬도 데 루나 (Sigismondo de Luna), 페랄타 (Peralta)와 혼인
- 프란체스카 살비아티 (Francesca Salviati, 1504년 ~ 1536년) - 피에로 구알테로티 (Piero Gualterotti)와 초혼을 했고, 1533년에 오타비아노 데 메디치와 재혼했으며, 교황 레오 11세의 어머니이다.
- 베르나르도 살비아티 (1505/1508년 - 1568년) - 구호기사단의 기사이며; 프랑스에서 카트린 드 메디시스를 섬기기도 했고; 1561년 추기경이 됐다.
- 알라마노 (Alamanno, 1510년–1571년) - 정치인

## 참고 자료
- Tomas, Natalie R. (2003). 《The Medici Women: Gender and Power in Renaissance Florence》. Aldershot: Ashgate. ISBN 0754607771.